# Stanislav Zeinert
Stanislav Zeinert (9. prosince 1915 Neuměřice – 26. května 1941 Cromer) byl český pilot 311. československé bombardovací perutě.

## Život

### Před druhou světovou válkou
Stanislav Zeinert se narodil 9. prosince 1915 v Neuměřicích na Slánsku. Mezi lety 1922 a 1927 navštěvoval školu v rodné obci, do roku 1931 pak v Kralupech nad Vltavou. V roce 1936 odmaturoval na strojnickém oddělení První státní průmyslové školy v Praze. Prezenční vojenskou službu nastoupil téhož roku u Dělostřeleckého pluku 52 v Josefově. Na vlastní žádost byl přeložen k letectvu. Absolvoval letecké učiliště v Chebu, mezi lety 1937 a 1938 studoval na Vojenské akademii v Hranicích. Sloužil v Leteckém pluku 3 ve Spišské Nové Vsi a Prostějově. Dosáhl hodnosti poručíka.

### Druhá světová válka
Po německé okupaci opustil Stanislav Zeinert 28. června 1939 za pomoci železničářů ilegálně Protektorát Čechy a Morava. Byl velitelem skupiny ve složení Miloslav Švic, Bohuslav Příhoda, Oldřich Jambor, Prokop Brázda, Jindřich Zákravský, Oldřich Tošovský a V. Výcha. Odešli do Krakova, kde se 10. července přihlásili na československém konzulátu, poté byli ubytováni společně s dalšími příslušníky vznikající československé zahraniční jednotky v táboře v Bronowicích. Následně odplul do Francie, kde 7. října 1939 podepsal vstup do francouzské cizinecké legie. Po vypuknutí druhé světové války byl ze závazku uvolněn, dne 2. října 1940 prezentován u vznikající Československé armády v zahraničí a začal sloužit ve francouzském letectvu. Jako pilot bombardéru se zúčastnil bitvy o Francii. Po jejím pádu v červnu 1940 se přes severní Oran, Casablancu a Gibraltar evakuoval do Spojeného království. Zde byl přijat do Royal Air Force a mezi lednem a březnem 1941 vycvičen u 214. bombardovací perutě. Poté sloužil jako pilot u 311. československé bombardovací perutě. Dne 25. května 1941 byl velitelem stroje Vickers Wellington B Mk.Ic N3010 KX-L, který se měl absolvovat cvičný let na střelnici v Langhamu. Po přistání, doplnění paliva a instalaci bomb se letoun z neznámých příčin krátce po startu zřítil. Stanislav Zeinert vlastní nehodu přežil, ale o den později zemřel na následky utrpěných zranění v nemocnici v Cromeru. Pohřben byl 30. května 1941 na hřbitově u kostela svatého Ethelberta v East Wrethamu.

## Ocenění

### Vyznamenání
- Československá medaile za zásluhy II. stupně
- Pamětní medaile československé armády v zahraničí

### Posmrtná ocenění
- Stanislav Zeinert byl v roce 1946 in memoriam povýšen do hodnosti štábního kapitána a v roce 1991 do hodnosti plukovníka